# Oreotrochilus
Oreotrochilus (bergnimfen) is een geslacht van vogels uit de familie kolibries (Trochilidae) en de geslachtengroep Lesbiini (komeetkolibries).

## Soorten
Het geslacht kent de volgende soorten:
- Oreotrochilus adela  – Wigstaartbergnimf
- Oreotrochilus chimborazo  – Ecuadorbergnimf
- Oreotrochilus cyanolaemus  – Blauwkeelbergnimf
- Oreotrochilus estella  – Estellabergnimf
- Oreotrochilus leucopleurus  – Witflankbergnimf
- Oreotrochilus melanogaster  – Zwartborstbergnimf
- Oreotrochilus stolzmanni  – Peruaanse bergnimf